# Tripneustes esculentus
Tripneustes esculentus är en sjöborreart som först beskrevs av Nathanael Gottfried Leske 1778.  Tripneustes esculentus ingår i släktet Tripneustes och familjen Toxopneustidae. Inga underarter finns listade i Catalogue of Life.